# Ojo de Agua, Huayacocotla
Ojo de Agua är en ort i Mexiko.   Den ligger i kommunen Huayacocotla och delstaten Veracruz, i den sydöstra delen av landet, 130 km nordost om huvudstaden Mexico City. Ojo de Agua ligger 2 434 meter över havet och antalet invånare är 475.
Terrängen runt Ojo de Agua är kuperad åt sydväst, men åt nordost är den bergig. Runt Ojo de Agua är det ganska glesbefolkat, med 42 invånare per kvadratkilometer. Närmaste större samhälle är Mezquititlán, 17,9 km väster om Ojo de Agua. I omgivningarna runt Ojo de Agua växer i huvudsak blandskog.